# Громадські роботи
Громадські роботи — це широка категорія інфраструктурних проектів, що фінансуються та закуповуються державними органами для забезпечення рекреації, зайнятості, охорони здоров'я та безпеки для широкої громади. Вони включають громадські будівлі (муніципальні будівлі, школи та лікарні), транспортну інфраструктуру (дороги, залізниці, мости, трубопроводи, канали, порти та аеропорти), громадські місця (громадські площі, парки та пляжі), комунальні послуги (водопостачання та очищення води, каналізація, електромережі та дамби), захист навколишнього середовища (захист питної води, зменшення ерозії ґрунтів, збереження середовища існування диких тварин, збереження та відновлення лісів та водно-болотних угідь) та інші, як правило, довгострокові, фізичні об'єкти та активи. Хоча поняття «громадські роботи» часто взаємозамінні з поняттями «громадська інфраструктура» та «громадський капітал», вони не обов'язково мають економічну складову, а отже, є ширшим терміном. Будівництво може здійснюватися або безпосередньо найманою робочою силою, або приватним оператором.
Громадські роботи заохочувалися з часів античності. Римський імператор Нерон заохочував будівництво різних інфраструктурних проектів під час широкомасштабної дефляції.

## Загальний огляд
Громадські роботи — це багатовимірне поняття в економіці та політиці, що стосується багатьох сфер, включаючи: рекреацію (парки, пляжі, стежки), естетику (дерева, зелені насадження), економіку (переміщення товарів і людей, енергетика), право (поліція і суди) та сусідство (громадські центри, будівлі соціальних служб). Це будь-який збудований об'єкт, що доповнює фізичну інфраструктуру країни.
Муніципальна інфраструктура, міська інфраструктура та розвиток сільської місцевості зазвичай представляють одне й те саме поняття, але стосуються або великих міст, або країн, що розвиваються, відповідно. Терміни «громадська інфраструктура» або «критична інфраструктура» іноді використовуються як взаємозамінні. Однак, критична інфраструктура включає в себе громадські споруди (дамби, системи водовідведення, мости тощо), а також такі об'єкти, як лікарні, банки та телекомунікаційні системи, і розглядає їх з точки зору національної безпеки та впливу на громаду, який може спричинити втрата таких об'єктів.
Крім того, термін «громадські роботи» нещодавно розширили, включивши до нього проєкти цифрової громадської інфраструктури. Наприклад, у Сполучених Штатах першим загальнонаціональним цифровим проєктом громадських робіт є спроба створити програмну платформу з відкритим вихідним кодом для електронного голосування (створена і керована Фондом цифрового голосування з відкритим вихідним кодом).
Відображаючи зростаючу стурбованість питаннями сталого розвитку, міської екології та якості життя, зусилля, спрямовані на перехід до сталої муніципальної інфраструктури, поширені в розвинених країнах, особливо в Європейському Союзі та Канаді (де FCM InfraGuide забезпечує офіційно санкціонований обмін найкращими практиками для просування муніципалітетів у цьому напрямку).

## Програми громадських робіт
Державна програма зайнятості або програма громадських робіт — це забезпечення зайнятості шляхом створення переважно суспільних благ за встановлену заробітну плату для тих, хто не може знайти альтернативну роботу. Це функціонує як форма мережі соціального захисту. Програми громадських робіт — це діяльність, яка передбачає виплату заробітної плати (у грошовій або натуральній формі) державою або агентом (або за принципом «гроші за роботу» / CFW). Один з видів громадських робіт, що передбачає короткострокову зайнятість, став домінуючим на практиці, особливо в таких регіонах, як країни Африки на південь від Сахари. Застосовувана в короткостроковій перспективі, вона є доречною як відповідь на тимчасові потрясіння та гострі кризи на ринку праці.
Інвестування в проекти громадських робіт з метою стимулювання економіки в цілому було популярним політичним заходом з часів економічної кризи 1930-х років. Очолюваний міністром праці США Френсіс Перкінс, першою жінкою-членом Кабінету міністрів США, «Новий курс» призвів до створення таких програм, як «Цивільний корпус охорони природи», «Адміністрація громадських робіт» та «Адміністрація прогресу робіт», серед інших, які створювали суспільні блага через інвестиції в робочу силу та інфраструктуру.
Також прикладами є програма стимулювання економіки Китаю 2008—2009 років, Національний інфраструктурний трубопровід Індії 2020 року, план стимулювання Європейського Союзу 2008 року та Американський закон про відновлення та реінвестиції 2009 року.

## Економічна корисність інвестицій
Хоча стверджується, що капітальні інвестиції в громадські роботи можуть бути використані для зниження рівня безробіття, опоненти програм внутрішнього поліпшення стверджують, що такі проекти повинні здійснюватися приватним, а не державним сектором, оскільки проекти громадських робіт часто є неефективними і дорогими для платників податків. Крім того, дехто стверджує, що громадські роботи, коли уряд надмірно використовує їх, характерні для соціалізму та інших суспільних або колективістських форм правління через їхню політику «податків і витрат», спрямовану на досягнення довгострокового економічного покращення. Однак у приватному секторі підприємці несуть власні збитки, і тому приватні фірми, як правило, не бажають брати участь у проектах, які можуть призвести до збитків або не приноситимуть доходу. Уряди інвестуватимуть у громадські роботи через загальну користь для суспільства, коли приватний сектор не отримує вигоди (проект, який приносить дохід) або коли ризик є занадто великим, щоб приватна компанія могла взяти його на себе самостійно.
Згідно з дослідженням, проведеним в Університеті Аалборга (Aalborg University, Данія), 86 % проектів громадських робіт закінчуються перевитратою коштів. Деякі висновки дослідження були наступними:
- технічно складні проекти не мали більшої ймовірності перевищення бюджету, ніж менш складні проекти;
- проекти, які прямо чи опосередковано зачіпають більше людей, виявилися більш схильними до перевитрат;
- керівники проектів, як правило, не робили висновків з досвіду реалізації подібних проектів у минулому[5].

Як правило, контракти, що присуджуються на відкритих тендерах, включають резерв на непередбачувані витрати (перевитрати), які зазвичай становлять 10 % від вартості контракту. Ці гроші витрачаються в ході реалізації проекту тільки в тому випадку, якщо керівники будівництва вважають, що це необхідно, і витрати, як правило, повинні бути обґрунтовані в письмовій формі.